# Praticulture
La praticulture, du latin : pratum (le pré) et latin : cultura, désigne l'ensemble des pratiques et des disciplines orientées vers la production et l'utilisation de l'herbe pour la nourriture du bétail.

## Histoire
Vers 7 000 av. J.-C., les personnes qui se sont installés en Asie du sud-ouest ont domestiqué des animaux herbivores afin de s'approvisionner en énergie. La recherche d'un moyen d'alimentation pour ces animaux est une des premières phases de la pratique : le pâturage. Cependant, les bases scientifiques de la praticulture moderne n'ont émergé qu'au XXe siècle, avec la connaissance des principes écologiques, et son application étendue a pu se développer avec les nouvelles technologies. Les nouvelles connaissances en science fondamentale et leur application à la pratique présentent un champ d'expériences illimitées, car les problèmes à résoudre sont très complexes et variés : des grandes approches de la structure agraire jusqu'à l'obtention et l'implantation de variétés cultivables, en passant par l'amélioration des caractéristiques et des techniques pour une utilisation optimale.

## Principes
Les principes qui à la base de la praticulture sont :
- assurer la persistance de l'herbe pendant le temps fixé pour son utilisation ;
- maintenir la fertilité du sol qui la soutient ;
- avoir une herbe de la plus haute qualité ;
- obtenir un rendement maximum, à travers sa transformation en produit d'élevage.

## Sources
- (es) Cet article est partiellement ou en totalité issu de l’article de Wikipédia en espagnol intitulé « Praticultura » (voir la liste des auteurs).